# Aéroport Brest-Bretagne

i7
i11
i13
Der Aéroport Brest-Bretagne (IATA-Code: BES, ICAO-Code: LFRB), früher Brest-Guipavas, liegt in der Gemeinde Guipavas im Département Finistère rund zwölf Kilometer nordöstlich von Brest. Gemeinsam mit dem Flughafen Rennes ist er der wichtigste Flughafen in der Bretagne. Die Gesamtfläche des Flughafenareals beträgt 255 Hektar. Er hat rund um die Uhr geöffnet.

## Geschichte
Während des Ersten Weltkriegs errichtete die amerikanische Marine in der Nähe der „Hauteurs de Guipavas“ einen Hangar. Die Handelskammer Brest richtete in den 1930er Jahren ein Flugfeld ein, dessen Nutzungsrecht sie bis 1939 behielt.
Während des Zweiten Weltkriegs nutzte die Luftwaffe den Flugplatz Brest-Guipavas, sie bezeichnete ihn als Brest-Nord. Hier lagen kurzzeitig verschiedene Staffeln des Jagdgeschwaders 2 u. a. zum Schutz von Einheiten der Kriegsmarine während ihrer Liegezeit in der Marinebasis Brest.
Im Jahr 1947 wurde die Landebahn von 1050 auf 1800 Meter verlängert. In der Zeit bis 1961 erhielt die IHK Brest die Konzession für einen Flughafen, allerdings mit wenig kommerziellen Aktivitäten, abgesehen von einigen Flügen nach Großbritannien. Bis 1966 wurde in einen neuen Kontrollturm investiert. Im Jahr 1992 wurde die Start/Landebahn auf 3100 Meter erweitert, um auch große Maschinen empfangen zu können. Gleichzeitig wurde ein Instrumentenlandesystem der Cat III eingerichtet. Im Jahr 1993 entstand ein neues Flughafengebäude und ein Frachtlager. Ein weiterer Ausbau des Flughafengebäudes auf 4300 m² ermöglichte eine Kapazität von 800.000 Passagieren. Im Jahr 2007 wurde ein komplett neues Flughafengebäude gebaut. Verbesserungen der Landebahn ermöglichen heute eine Landung des Airbus A380 in Brest.

## Fluggesellschaften und Ziele
Aus dem deutschen Sprachraum wird Brest 2022 nicht angeflogen. Die bretonische Insel Ouessant wird durch Finist’air zweimal täglich erreicht.

## Verkehrsanbindung
Es besteht eine regelmäßige Busverbindung vom Flughafen nach Brest. Zudem stehen am Flughafenterminal Taxis bereit. Mit dem Auto ist der Flughafen über die E 50 und E 60 erreichbar.

## Technik am Flughafen
Am Flughafen kann JET A1 AVGAS getankt werden. Auf einer Fläche von 22.200 m² können 1,4–1,8 Millionen Passagiere jährlich abgefertigt werden. Das Flughafenterminal ist 3-geschossig mit einer Gesamthöhe von 19 m.
PAPI auf Landebahn 07R und 25L.
Befeuerungen: HI/BI
ILS Cat III ist vorhanden.

## Zwischenfälle
- Am 22. Juni 2003 verunglückte eine im Auftrag der Air France betriebene und aus Nantes kommende Bombardier CRJ100ER der Brit Air (F-GRJS) bei einem zu tiefen Landeanflug auf den Aéroport Brest-Bretagne. Die Maschine stürzte 2,3 Kilometer vor der Landebahn auf ein Feld und fing Feuer. Der Kapitän der Maschine kam dabei ums Leben, die 23 weiteren Menschen an Bord konnten gerettet werden (siehe auch Air-France-Flug 5672).[2]